# Avrora, buhta
Avrora, buhta är en vik i Antarktis. Den ligger i Östantarktis. Australien gör anspråk på området.